# Antonio Zumárraga Díez
Antonio Zumárraga Díez (mort el 1940) fou un advocat i polític castellà. Va ser alcalde de Burgos (pel cap baix, el 1902-1903, i novament el gener del 1908), i posteriorment fou elegit diputat en els rengles del Partit Conservador pel districte de Salas de los Infantes (província de Burgos) a les eleccions generals espanyoles de 1914. Va renovar l'escó a les eleccions de 1916 però com a regionalista castellà. Després fou degà del Col·legi Oficial d'Advocats de Burgos fins a la mort.